# Кампільйоне-Феніле
Кампільйоне-Феніле (італ. Campiglione-Fenile, п'єм. Campion e Fnil) — муніципалітет в Італії, у регіоні П'ємонт,  метрополійне місто Турин.
Кампільйоне-Феніле розташоване на відстані близько 530 км на північний захід від Рима, 45 км на південний захід від Турина.
Населення — 1364 особи (2014).
Щорічний фестиваль відбувається 24 червня. Покровитель — святий Іван Хреститель.

## Демографія
Населення за роками:

Станом на 1 січня 2023 року в муніципалітеті офіційно проживало 67 іноземців з 9 країн, серед них 50 громадян країн Євросоюзу.

## Сусідні муніципалітети
- Біб'яна
- Брикеразіо
- Кавур